# Gloriana (opera)
Gloriana is een opera in drie bedrijven van Benjamin Britten, op een libretto van William Plomer, gebaseerd op Elizabeth and Essex van Lytton Strachey. De eerste opvoering vond plaats op 8 juni 1953 in de Royal Opera House, Covent Garden, Londen.
De opera werd geschreven in opdracht van de Arts Council of Great Britain ter gelegenheid van de kroning van koningin Elizabeth II, die zelf de galapremière bijwoonde.
De opera werd niet bijzonder gunstig ontvangen, maar tegenwoordig geldt hij als een van Brittens beste werken.

## Inhoud
De graaf van Essex, Robert Devereux (tenor) loopt aan de rand van een toernooiveld heen en weer, en hoopt dat zijn rivaal Lord Mountjoy (bariton) als verliezer zal worden aangewezen. Deze verschijnt echter met de trofee. Essex beledigt hem en daagt hem uit tot een duel. Dan arriveert koningin Elizabeth I (sopraan) met haar gevolg. Ze roept de strijdenden tot de orde en eist verzoening.
In haar werkkamer ontvangt Elizabeth haar minister Robert Cecil, en zij verzekert hem dat de staat haar enige huwelijkspartner is.
Dan treedt de graaf van Essex binnen en smeekt haar hem naar Ierland te sturen om op te treden tegen de opstandeling Tyrone. De koningin kan hem niets weigeren, en wanneer hij weg is bidt ze om kracht bij de vervulling van haar verheven taak.
Tijdens haar rondreis wordt de koningin door de burgers van Norwich onthaald op een prachtige maskerade.
In de tuin van Essex bezingen Mountjoy en Lady Penelope Rich (sopraan), Essex' zuster, hun liefde voor elkaar. Dan horen zij Essex klagen tegen zijn vrouw, Frances, over de moeilijkheden rond zijn benoeming in Ierland. Ze manen Essex tot voorzichtigheid, want wanneer de oude koningin dood is zullen zij haar opvolger kiezen.
Tijdens een bal ten paleize van de koningin merkt de koningin op dat Lady Essex een opvallende, rijkversierde jurk draagt. Na een zeer inspannende dans geeft zij dames opdracht zich te gaan verkleden. Even later verschijnt zij zelf in de japon van Lady Essex. Dit is een openlijke belediging aan het adres van haar rivale, met wie zij Essex' liefde moet delen. Ze kondigt aan dat Essex tegen Tyrone zal optrekken.
Essex is in Ierland verslagen en is uiteindelijk in Londen teruggekeerd. Hij stormt Elizabeths kamer binnen, waar hij haar nog niet geheel gekleed vindt. Hij beklaagt zich over zijn vijanden, zowel thuis als in Ierland, maar zij beschuldigt hem van verraad, wat hij woedend ontkent. Na zijn vertrek volgt zij Cecils raad op hem te laten volgen.
Een blinde straatzanger (bas) weet te melden dat Essex uit de gratie is, en de stadsomroeper noemt hem een verrader.
In Whitehall Palace waarschuwt Cecil de Raad dat het niet waarschijnlijk is dat de koningin het executiebevel zal tekenen. De koningin neemt het doodvonnis in ontvangst en stuurt hen weg. Lady Essex en Lady Rich verschijnen als smekeling. Elizabeth belooft Lady Essex dat haar kinderen geen gevaar zullen lopen. Ze ergert zich echter mateloos aan de trotse houding van Lady Rich, zodat ze daarom het vonnis ondertekent.
De opera eindigt met het sterfbed van Elizabeth.